# 嫩奧嫩奧環礁
嫩奧嫩奧環礁（Nengonengo）是南太平洋法屬波利尼西亞的環礁，屬於土阿莫土群島的一部分，位於拉瓦海雷环礁東南53公里，由豪镇管辖，長13公里、寬8公里，土地面積9平方公里，潟湖面積67平方公里，2002年为人口50人。
18°46′S 141°48′W / 18.767°S 141.800°W

## 外部連結
- （页面存档备份，存于）
- Nengonengo Seamount （页面存档备份，存于）
- History（德语：Samuel Wallis） （德文）
- Atoll names
- Atoll list （法文）